# Иусик I
Иусик I (арм. Հուսիկ Ա Պարթև) — армянский католикос (341—347 годы). Четвёртый католикос Армении, занял престол после смерти своего отца Вртанеса I. Почитаем в качестве святого мученика.
Иусик продолжил борьбу своей семьи против язычества. Возрастающее влияние христианства вылилось в конфликт с правителем Армении Тираном (Тигран VII).
Противостояние дошло до того, что в 347 году во время одного из праздников Иусик запретил Тирану вход в церковь. В отместку тот приказал своим людям напасть на католикоса; от полученных травм Иусик вскоре скончался.